# Oranjekerk (Utrecht)
De Oranjekerk was een Nederlands Hervormd kerkgebouw aan de Amsterdamsestraatweg in de Nederlandse stad Utrecht.

Het kerkgebouw werd tussen 1923 en 1925 gebouwd naar een ontwerp van D.F. Slothouwer. Deze architect had op dat moment ook de leiding over de restauratie van de Domkerk. Het stond toen nog op het grondgebied van de zelfstandige gemeente Zuilen, dicht bij de gemeentegrens met Utrecht. Het gebouw werd gekenmerkt door de traditionele vormen, zoals een kruisvormig grondplan en gotiserende kerkramen.

Wegens teruglopend kerkbezoek werd de kerk in 1983 gesloopt en vervangen door de kleinere Oranjekapel. Daarbij is de klokkentoren wel behouden gebleven. Het orgel van "J. de Koff & Zn." uit 1926 is in 1984 verkocht naar het buitenland.
Historische kerkgebouwen:
Sint-Augustinuskerk · Buurkerk · Sint-Catharinakathedraal · Domkerk · Doopsgezinde kerk · Geertekerk · Jacobikerk · Jacobuskerk · Janskerk · Kerkenkruis · Lutherse Kerk · Mariakerk · Maria Minor · Nicolaïkerk · Pieterskerk · Sint-Gertrudiskathedraal · Sint-Martinuskerk · Sint-Salvatorkerk · Sint-Willibrordkerk · Westerkerk

Overige kerkgebouwen:
Adventkerk · Bethelkerk · Blijde Boodschapkerk · Gerardus Majellakerk · Heilig Hartkerk · Holy Trinity Church · H. Johannes de Doper en H. Bernarduskerk · Johanneskerk · Mattheüskerk · Nieuwe Kerk · Sint-Aloysiuskerk ·Sint-Antoniuskerk · Sint-Dominicuskerk · Sint-Gertrudiskerk · Sint-Jacobuskerk · Sint-Josephkerk · Sint-Rafaëlkerk · Stefanuskerk · Tuindorpkerk · Wederkomst des Herenkerk · Wilhelminakerk · Willem de Zwijgerkerk

Deels gesloopte kerken:
Oranjekerk

Gesloopte kerken:
Christus Koningkerk · Begijnekerk · Heilig Kruiskapel · Johannes de Doperkerk  · Julianakerk · Lucaskerk · Onze-Lieve-Vrouw-van-Goede-Raadkerk · 
Onze-Lieve-Vrouw-ten-Hemelopnemingkerk · Oosterkerk · Sint-Bernarduskerk · Sint-Dominicuskerk (Walsteegkerk) · Sint-Ludgeruskerk · Sint-Monicakerk · Sint-Nicolaaskerk · Sint-Pauluskerk · Sint-Salvatorkerk · Vaartkerk · Zuiderkerk

Voormalige kerken:
Emmaüskerk · Noorderkerk · Leeuwenbergkerk · Sint-Isidoruskerk

Lijst van kerken in Utrecht